# Urianhaj
Urianhaj (in mongolo Урианхай), originariamente Uriyangkhai, anche Uriankhai, è un termine applicato a diversi gruppi etnici limitrofi. Il nome è menzionato svariate volte nella Storia segreta dei mongoli.
Nel XIII secolo Rashid-al-Din Hamadani li descrisse come un popolo che viveva estremamente isolato nelle foreste della Siberia in tende di corteccia di betulla e che cacciava con gli sci. Malgrado la somiglianza con il nome del famoso clan Uriyankhan dei mongoli, Rashid dichiara che non c'era una connessione.
Agli inizi del XVII secolo il termine urianhaj era un termine comune per tutte le bande disperse nel nord-ovest, sia che fossero in origine samoiedi, turchi o mongoli. Nel 1757 la dinastia Qing organizzò la sua frontiera del remoto nord sotto una serie di vessilli urianhaj: Hôvsgôl Nuur Urianhaj, Tagnu Urianhaj, Kemchik, Salchak e Tozhu (tutti tuvani) e Altan-nuur Urianhaj (popolo altaico). Un altro gruppo di urianhaj delle province del Bajan-Ôlgij e di Hovd, in Mongolia, erano chiamati Urianhaj Altaj. Un terzo gruppo di urianhaj mongoli era uno dei 6 tumen di Batmônh Dajan khan nella Mongolia orientale.
Una variazione di urianhaj era Uraanhaj (Ураанхай) un antico nome dei Sacha. Il russo Pavel Nebolsin documentò intorno al 1850 il clan degli Urankhu, che erano calmucchi del Volga.  Un'altra variante del nome, Orangkae (오랑캐), era tradizionalmente usata dai coreani per riferirsi indiscriminatamente ai barbari che abitavano le terre del nord.